# Økoregioner i Global 200
Økoregioner er forholdsvis store land- eller vandområder, som har en markant kombination af naturlige samfund og arter, og som har grænser, der ligger tæt på den oprindelige udstrækning af de naturlige samfund fra tiden før jorden blev inddraget til dyrkning.
De fleste økologer opdeler i dag den tørre del af Jordens overflade i 8 større økozoner, der omfatter 867 mindre økoregioner. Mange betragter denne klassifikation som endegyldig, men økoregionerne er genstand for mange ændringer og megen diskussion.
Nedenfor følger de regioner på landjorden og i de ferske vande, som WWF har udvalgt i forbindelse med Global 200-projektet. I samme projekt findes også nogle få havregioner.

## Økoregioner på landjorden

### Tropiske og Subtropiske Fugtige Løvskove

#### Afrotropiske zone
1 Guineas Fugtskove

2 Congolesiske Kystskove

3 Cameroun Højlandsskove

4 Fugtskove i det nordøstlige Congo Bækken

5 Fugtskove i det centrale Congo Bækken

6 Fugtskove i det vestlige Congo Bækken

7 Albertinekløftens Bjergskove

8 Østafrikanske Kystskove

9 Bjergskove i den østlige bue

10 Madagascas Skove og kratområder

11 Seychellernes og Mascarenes Fugtskove

#### Australasiske zone
12 Sulawesi Fugtskove

13 Molukkernes Fugtskove

14 Lavlandsskove i det sydlige Ny Guinea

15 Bjergskove i det sydlige Ny Guinea

16 Fugtskove på Salomon- og Vanatuøerne og i Bismarck øgruppen

17 Tropiske skove i Queensland

18 New Caledonia Fugtskove

19 Lord Howe- og Norfolk øernes skove

#### Indomalayiske zone
20 De sydvestlige Ghats Fugtskove

21 Sri Lankas Fugtskove

22 Subtropiske Fugtskove i det nordlige Indokina

23 Fugtskove i det sydøstlige Kina og på Hainan

24 Taiwans Bjergskove

25 Fugtskove i Annambjergkæden

26 Lavlands- og bjergskove på Sumatra og omliggende øer

27 Fugtskove på Filippinerne

28 Palawans fugtskove

29 Kayah-Karen/Tenasserim fugtskove

30 Lavlands- og Bjergskove på den malayiske halvø

31 Lavlands- og Bjergskove på Borneo

32 Skove i Nansei Shoto øgruppen

33 Fugtskove på det østlige Deccaplateau

34 Fugtskove på Naga-Manupuri-Chin højderne

35 Fugtskove på Cardamombjergene

36 Bjergskove på det vestlige Java

#### Neotropiske zone
37 Fugtskove på de store Antiller

38 Skove på den talamankanske landtange

39 Choco-Darien Fugtskove

40 Bjergskove i de nordlige Andesbjerge

41 Bjergskove ved Venezuelas kyst

42 Fugtskove i Guiana

43 Napo Fugtskove

44 Rio Negro-Jurua Fugtskove

45 Guayana højlandsfugtskove

46 Yungas i de centrale Andesbjerge

47 Fugtskove i det sydvestlige Amazonas

48 Atlantiske Skove

#### Oceanien
49 Skove på de sydlige stillehavsøer

50 Fugtskove på Hawaii

### Tropiske og subtropiske tørre løvskove

#### Afrotropiske zone
51 Madagaskars tørre skove

#### Australasiske zone
52 Nusa Tenggara tørre skove

53 Ny Kaledonien tørre skove

#### Indomalayiske zone
54 Tørre skove i Indokina

55 Tørre skove i Chota Nagpur

#### Neotropiske zone
56 Tørre skove i Mexico

57 Tørre skove i Andesbjergenes dale

58 Tørre skove i Chiquitano

59 Atlantiske tørre skove

#### Oceanien
60 Tørre skove på Hawaii

### Tropiske og Subtropiske Nåleskove

#### Nearktiske zone
61 Østlige og vestlige ege-fyrreskove på Sierra Madre

#### Neotropiske zone
62 Fyrreskove på de store Antiller

63 Mellemamerikanske ege-fyrreskove

### Tempererede løvskove og blandede skove

#### Australasiske zone
64 Tempererede Skove i det østlige Australien

65 Tempererede regnskove på Tasmanien

66 Tempererede Skove på New Zealand

#### Indomalayiske zone
67 Løv- og nåleskove i det østlige Himalaya

68 Tempererede Skove i det vestlige Himalaya

#### Nearktiske zone
69 Appalachiske og blandede, halvtørre skove

#### Palæarktiske zone
70 Tempererede skove i det sydvestlige Kina

71 Tempererede skove i det russiske Fjernøsten

xx Tempererede løvskove i Nordvesteuropa

### Tempererede Nåleskove

#### Nearktiske zone
72 Tempererede regnskove langs Stillehavet

73 Klamath-Siskiyou skovene

74 Sierra Nevada skovene

75 Sydøstlige nåle- og løvskove

#### Neotropiske zone
76 Tempererede regnskove i Valdivia og på Juan Fernandez øerne

#### Palæarktiske zone
77 Europæisk-mediterrane, blandede bjergskove

78 Tempererede Skove i Kaukasus, Anatolien og Elbrus

79 Bjergskove i Altaiområdet

80 Nåleskove på Hengduan Shan

### Boreal nåleskov/Taiga

#### Nearktiske zone
81 Nordlige skove ved Muskwa-Slavesøen

82 Canadisk nåleskov

#### Palæarktiske zone
83 Nåleskov på Uralbjergene

84 Østsibirisk taiga

85 Taiga og græsområder på Kamtjatka

xx Skandinavisk og russisk nåleskov

### Tropiske og Subtropiske Græsområder, Savanner, og Buskområder

#### Afrotropiske zone
86 Acaciesavanner på Afrikas horn

87 Østafrikanske Acaciesavanner

88 Skovområder i det centrale og østlige Miombo

89 Savanner i Sudan

#### Australasiske zone
90 Savanner i det nordlige Australien og Trans Fly-området

#### Indomalayiske zone
91 Savanner og græsområder i Terai-Duar

#### Neotropiske zone
92 Savanner på Llanos

93 Skovområder og savanner i Cerrado

### Tempererede Græsområder, Savanner, og Buskområder

#### Nearktiske zone
94 Den nordlige prærie

#### Neotropiske zone
95 Den patagonske steppe

#### Palæarktiske zone
96 Den dauriske steppe

### Oversvømmede græsområder og savanner

#### Afrotropiske zone
97 Oversvømmede græsområder og savanner i Sudd-Sahel

98 Oversvømmede savanner ved Zambezi

#### Indomalayiske zone
99 Oversvømmede græsområder på Rann of Kutch

#### Neotropiske zone
100 Oversvømmede græsområder i Everglades

101 Oversvømmede savanner i Pantanal

### Montane Græs- og buskområder

#### Afrotropiske zone
102 Ætiopiske højland

103 Bjergskovsområder i den sydlige del af Great Rift Valley

104 Østafrikanske moseområder

105 Busk- og skovområder på Drakenbergbjergene

#### Australasiske zone
106 Subalpine græsområder i den centrale bjergkæde

#### Indomalayiske zone
107 Montane buskområder i Kinabalu

#### Neotropiske zone
108 Paramo i de nordlige Andesbjerge

109 Tør puna i de centrale Andesbjerge

#### Palæarktiske zone
110 Steppe på den tibetanske højslette

111 Steppe- og skovområder i Centralasiens bjerge

112 Alpine enge i det østlige Himalaya

### Tundra

#### Nearktiske zone
113 Kysttundra på Alaskas nordhæld

114 Canadisk, lavarktisk tundra

#### Palæarktiske zone
115 Alpin tundra og taiga i Fenno-Scandien

116 i Taimyr og Rusland

117 Kysttundra ved Chukote

### Mediterrane skove, skovområder, og krat

#### Afrotropiske zone
118 Fynbos

#### Australasiske zone
119 Skove og kratområder i det sydvestlige Australien

120 Mallee og skovområder i det sydlige Australien

#### Nearktiske zone
121 Chaparral og skovområder i Californien

#### Neotropiske zone
122 Matorral i Chile

#### Palæarktiske zone
123 Mediterrane skove, skovområder, og krat

### Ørkener og tørre buskområder

#### Afrotropiske zone
124 Ørkener i Namibia, Karoo og Kaokoveld

125 Tornekrat på Madagaskar

126 Ørken på Socotra

127 Skov- og buskområder i det arabiske højland

#### Australasiske zone
128 Tørre kratområder i Carnavon

129 Ørkener i den store Sand-tanami

#### Nearktiske zone
130 Ørkener i Sonora og Baja California

131 Tehuacan ørkener i Chihuahua

#### Neotropiske zone
132 Kratområder på Galapagos øerne

133 Ørkener i Atacama og Sechura

#### Palæarktiske zone
134 Centralasiatiske Ørkener

### Mangrover

#### Afrotropiske zone
135 Mangrover i Guineabugten

136 Mangrover ved Østafrikas kyst

137 Mangrover ved Madagaskars kyst

#### Australasiske zone
138 Mangrover ved New Guineas kyst

#### Indomalayiske zone
139 Mangrover ved Sundarban

140 Mangrover ved Store Sunda

#### Neotropiske zone
141 Guiana-Amazonmangrover

142 Mangrover i Panamabugten

## Ferskvandsøkoregioner

### Store floder

#### Afrotropiske zone
143 Congofloden og oversvømmede skove (Angola, Demokratiske Republik Congo, Republikken Congo)

#### Indomalayiske zone
144 Mekongfloden (Cambodia, Kina, Laos, Myanmar, Thailand, Vietnam)

#### Nearktiske zone
145 Coloradofloden (Mexico, USA)

146 Nedre Mississippiflod (USA)

#### Neotropiske zone
147 Amazonfloden og oversvømmede skove (Brasilien, Colombia, Peru)

148 Orinocofloden og oversvømmede skove (Brasilien, Colombia, Venezuela)

#### Palæarktiske zone
149 Yangtzefloden og søer (Kina)

### Store floders afvandingsområder

#### Afrotropiske zone
150 Congoflodens bækken med tilløb og bifloder (Angola, Cameroun, Den centralafrikanske Republik, Den demokratiske republik Congo, Gabon, Republikken Congo, Sudan)

#### Nearktiske zone
151 Mississippifloden med tilløb og bifloder (USA)

#### Neotropiske zone
152 Upper Amazonfloden med tilløb og bifloder (Bolivia, Brasilien, Colombia, Ecuador, Fransk Guiana (Frankrig), Guyana, Peru, Suriname, Venezuela)

153 Upper Paranáfloden med tilløb og bifloder  (Argentina, Brasilien, Paraguay)

154 Øvre Amazonas med tilløb og bifloder  (Bolivia, Brasilien, Paraguay)

### Storefloddeltaer

#### Afrotropiske zone
155 Nigerflodens delta (Nigeria)

#### Indomalayiske zone
156) Indusflodens delta (Indien, Pakistan)

#### Palæarktiske zone
157 Volgaflodens delta (Kasakhstan, Rusland)

158 Shat-al-Arabs delta (Iran, Irak, Kuwait)

159 Donauflodens delta (Bulgarien, Moldavien, Rumænien, Ukraine)

160 Lenaflodens delta (Rusland)

### Små floder

#### Afrotropiske zone
161 Øvre Guineas floder og bifloder  (Elfenbenskysten, Guinea, Liberia, Sierra Leone)

162 Madagaskars ferske vande (Madagaskar)

163 Guineabugtens floder og bifloder  (Angola, Cameroun, Den demokratiske republik Congo, Ækvatorial Guinea, Gabon, Nigeria, Republikken Congo)

164 Kaplandets floder og bifloder  (South Africa)

#### Australasiske zone
165 New Guineas floder og bifloder  (Indonesien, Papua New Guinea)

166 Ny Kaledoniens floder og bifloder  (Ny Kaledonien)

167 Kimberley med tilløb og bifloder  (Australien)

168 Det sydvestlige Australiens floder og bifloder  (Australien)

169 Det østlige Australiens floder og bifloder  (Australien)

#### Indomalayiske zone
170 Xi Jiang med tilløb og bifloder (Kina, Vietnam)

171 Floder og bifloder i det Vestlige Ghats (Indien)

172 Floder og bifloder i det sydvestlige Sri Lanka (Sri Lanka)

173 Floden Salween (Kina, Myanmar, Thailand)

174 Sundalands floder og sumpe (Brunei, Malaysia, Indonesien, Singapore)

#### Nearktiske zone
175 Det sydøstlige USA's floder og bifloder (USA)

176 Kystfloder og bifloder på USA's nordvestkyst (USA)

177 Alaskabugtens kystfloder og bifloder (Canada, USA)

#### Neotropiske zone
178 Guianas ferske vande (Brasilien, Fransk Guiana, Guyana, Suriname, Venezuela)

179 De store Antillers ferske vande (Cuba, Den dominikanske Republik, Haiti, Puerto Rico)

#### Palæarktiske zone
180 Balkans floder og bifloder  (Albanien, Bosnien og Hercegovina, Bulgarien, Kroatien, Grækenland, Makedonien, Serbien, Tyrkiet)

181 Floder og vådområder i det russiske Fjernøsten (Kina, Mongoliet, Rusland)

### Store søer

#### Afrotropiske zone
182 Søer i Riftdalen (Burundi, Den demokratiske republik Congo, Kenya, Malawi, Mozambique, Rwanda, Tanzania, Uganda, Zambia, Ætiopien)

#### Neotropiske zone
183 Søer i de høje Andesbjerge (Argentina, Bolivia, Chile, Peru)

#### Palæarktiske zone
184 Bajkalsøen (Rusland)

185 Biwasøen (Japan)

### Små søer

#### Afrotropiske zone
186 Camerouns kratersøer (Cameroun)

#### Australasiske zone
187 Søerne Kutubu og Sentani (Indonesien, Papua New Guinea)

188 Det centrale Sulawesis søer (Indonesien)

#### Indomalayiske zone
189 Filippinernes ferske vande (Philippines)

190 Inlesøen (Myanmar)

191 Yunnans søer og vandløb (Kina)

#### Neotropiske zone
192 Det mexikanske højlands søer (Mexico)

### Tørre bækkener

#### Australasiske zone
193 De centralaustralske ferskvandsområder (Australien)

#### Nearktiske zone
194 Ferskvandsområder i Chihuahua ørkenen (Mexico, USA)

#### Palæarktiske zone
195 Anatolske ferskvandsområder (Syrien, Tyrkiet)